# Láncara
Láncara er en kommune i det nordvestlige Spanien i provinsen Lugo. Den har et indbyggertal på 2.500 (2024) indbyggere.